# بورياس (جزيرة)
جزيرة بورياس هي جزيرة في بحر سيبويان وواحدة من الجزر الثلاث الرئيسية في مقاطعة ماسبات في الفلبين. تقع جزيرة بورياس جنوب شبه جزيرة بيكول ويفصلهما ممر بورياس. الجزيرتان الرئيسيتان الأخريان هما جزيرة تيكاو وجزيرة ماسبات. يوجد في الجزيرة بلديتان، كلافيريا وسان باسكوال.